# Témoin à charge (pièce de théâtre)
Pour les articles homonymes, voir Témoin à charge.
Témoin à charge (Witness for the Prosecution) est une pièce de théâtre policière d'Agatha Christie de 1953, adaptée de la nouvelle éponyme de 1925.

## Historique de la pièce
En 1953, Peter Saunders, producteur de La Souricière, demande à Agatha Christie d'adapter sa nouvelle Témoin à charge, mais celle-ci exprime quelques réticences. La pièce doit se focaliser sur un procès au tribunal et Agatha Christie n'est pas du tout experte dans le domaine de la justice. Finalement, Peter Saunders la convainc et, après des recherches préliminaires menées avec l'aide d'avocats, Christie prend moins de trois semaines pour écrire la pièce! Elle effectue quelques changements par rapport au roman comme le changement de nom du personnage de Romaine Vole en Christine. Elle écrit une fin différente du roman, cherchant une conclusion plus violente et dramatique visuellement. Au début, personne ne voulait de la nouvelle fin, préférant celle de la nouvelle, mais Christie aura le dernier mot.
La première a lieu le 28 octobre 1953 au Winter Garden Theatre de Londres sous la direction de Wallace Douglas. Agatha Christie est présente à la représentation. Elle révèle dans son autobiographie que c'est la seule première à laquelle elle a pu prendre un certain plaisir. La pièce ressemble exactement à ce qu'elle s’imaginait, et aucun problème technique n'a lieu. À la sortie, plusieurs personnes lui font remarquer que c'est sa meilleure pièce, et elle doit signer de nombreux autographes. Il y a 458 représentations de la pièce.
En 1954, Agatha Christie devient la première femme à avoir trois pièces de théâtre en production simultanément dans le West End de Londres.
Aux États-Unis, la première a lieu le 16 décembre 1954 au Henry Miller's Theatre de Broadway (New York) sous la direction de Robert Lewis. La pièce connait un succès plus retentissant qu'à Londres avec 645 représentations. En 1955, elle obtient le New York Drama Critics' Circle Awards de la Meilleure pièce étrangère. Les droits sont alors achetés par United Artists pour une adaptation en film, et en 1957 sort Témoin à charge de Billy Wilder.
En 1955, la pièce est traduite et adaptée par Paule de Beaumont et Henry Torrès pour la France. La première a lieu le 18 septembre 1955 au Théâtre Édouard VII à Paris, dans une mise en scène de Pierre Valde, avec dans la distribution Odette Mallet, Gabrielle Fontan, Henri Nassiet, Yves Massard, Philippe Dumat, Roger Saltel et Raymond Maurel. Agatha Christie fait le déplacement à Paris pour assister à une représentation en novembre de la même année.

### Note de l'auteur
Le nombre de personnages étant très élevé, Agatha Christie donne des indications pour réduire la distribution en permettant à certains comédiens de jouer deux rôles. Cependant, beaucoup de rôles sont simplement figuratifs et Christie suggère de faire appel à des comédiens amateurs locaux.
- les personnages de Carter et du juge peuvent être joués par un seul comédien,
- les personnages de l'Inspecteur Hearne et du policier peuvent être joués par un seul comédien,
- les personnages du détective en tenue civile et du gardien peuvent être joués par un seul comédien,
- les personnages du greffier et de l'huissier peuvent être fusionnés,
- le personnage d'Alderman peut être supprimé,
- le personnage du sténographe judiciaire peut être supprimé,
- le personnage du greffier du juge peut être supprimé,
- les personnages des barrister peuvent être supprimés,
- les membres du jury peuvent être supprimés, leurs répliques « Taking of the oath » et « Returning the verdict » peuvent être dites par une voix off,
- les personnages de Mr Myers et du détective en tenue civile peuvent être joués par un seul comédien.

## Scènes
Acte I
- Le cabinet de Sir Wilfrid Robarts. Après-midi.

Acte II
- Haute Cour criminelle (Old Bailey), Londres. Six semaines plus tard. Matin.

Acte III
- Scène 1 : Le cabinet de Sir Wilfrid Robarts. Le soir même.
- Scène 2 : Haute Cour criminelle (Old Bailey), Londres. Le lendemain matin.

## Distributions

### West End, Londres
Distribution originale de 1953 :
Mise en scèneWallace Douglas
DécorsMichael Weight
Comédiens
- Rosalie Westwater : Greta, dactylo de Sir Wilfrid
- Walter Horsbrugh : Carter, greffier en chef de Sir Wilfrid
- Milton Rosmer : Mr Mayhew, un avocat
- Derek Blomfield : Leonard Vole
- David Horne : Sir Wilfrid Robarts, Q.C.
- David Raven : Inspecteur Hearne
- Kenn Kennedy : Détective en tenue civile
- Patricia Jesel : Romaine
- Philip Holles : Greffier
- Percy Marmont : Mr Justice Wainwright
- Walter Horsbrugh : Alderman
- D. A. Clarke-Smith : Mr Myers, Q.C.
- Nicolas Tannar : Huissier
- John Bryning : Sténographe judiciaire
- Denzil Ellis : Gardien
- Muir Little : le greffier du juge
- George Dudley : 1er barrister
- Jack Bulloch : 2e barrister
- Lionel Gadsden : 3e barrister
- John Farries Moss : 4e barrister
- Richard Coke : 5e barrister
- Agnes Fraser : 6e barrister
- Lauderdale Beckett : 1er membre du jury
- Iris Fraser Foss : 2e membre du jury
- Kenn Kennedy : 3e membre du jury
- David Homewood : un policier
- Graham Stuart : Dr Wyatt, médecin légiste
- Jean Stuart : Janet Mackenzie
- Peter Franklin : Mr Clegg, assistant de laboratoire
- Rosemary Wallace : l'autre femme

### Broadway, New York
Distribution originale de 1954 :
Mise en scèneRobert Lewis
DécorsRaymond Sovey
CostumesKathryn Miller
Comédiens
- Gordon Nelson : Carter, greffier en chef de Sir Wilfrid
- Mary Barclay : Greta, dactylo de Sir Wilfrid
- Francis L. Sullivan : Sir Wilfrid Robarts, Q.C.
- Robin Craven : Mr Mayhew, un avocat
- Gene Lyons : Leonard Vole
- Claude Horton : Inspecteur Hearne
- Ralph Leonard : Détective en tenue civile
- Patricia Jessel : Romaine
- Dolores Rashid : 3e juré
- Andrew George : 2d juré
- Jack Bittner : Président du jury
- Arthur Oshlag : Huissier
- Ronald Dawson : Greffier
- Ernest Clark : Mr Myers, Q.C.
- Horace Braham : Mr Justice Wainwright
- R. Cobden-Smith : Alderman
- Harold Webster : le greffier du juge
- W. H. Thomas : Sténographe judiciaire
- Ralph Roberts : Gardien
- Henry Craig Neslo : 1er barrister
- Brace Conning : 2e barrister
- Ruth Greene : 3e barrister
- Albert Richards : 4e barrister
- Franklyn Monroe : 5e barrister
- Sam Kramer : 6e barrister
- Bryan Herbert : un policier
- Guy Spaull : Dr Wyatt, médecin légiste
- Una O'Connor : Janet Mackenzie
- Michael McAloney : Mr Clegg, assistant de laboratoire
- Dawn Steinkamp : l'autre femme